# Église Saint-Austremoine d'Égliseneuve-d'Entraigues
L'église Saint-Austremoine est une église catholique située à Égliseneuve-d'Entraigues, en France.

## Localisation
L'église est située dans le département français du Puy-de-Dôme, dans le bourg d'Égliseneuve-d'Entraigues, en surplomb de la route départementale 128 et de la Rhue.

## Historique
Vers l'an 475, un oratoire existait à l'emplacement de l'église actuelle. En l'an 950, un édifice religieux (une église ou un baptistère) nommé Eccesia nova et dédié à saint Austremoine, dépendait du prieuré d'Issoire.
Si l'église date principalement des XIIe et XIIIe siècles, elle a conservé dans le chœur quelques éléments du Xe siècle.
Son clocher-porche, bien plus récent, date de 1818. Sur son côté sud-est a été accolé au début du XXe siècle un bâtiment rectangulaire : la salle de catéchisme. L'église est inscrite au titre des monuments historiques par arrêté du 7 mai 1969.

## Architecture
Contrairement à nombre d'églises chrétiennes, l'édifice n'est pas orienté est-ouest mais nord-est - sud-ouest.
Au sud-ouest, un imposant clocher-porche fermé permet d'accéder à l'édifice. Il est suivi par une nef longue de quatre travées, terminée par le chœur en abside hémisphérique. La nef est flanquée de deux collatéraux. Les collatéraux et le chœur sont moins élevés que la nef. Une sacristie rectangulaire est accolée au chœur, au nord-est.
De style roman, l'église est peinte et présente de nombreux chapiteaux sculptés.

## Mobilier
Trois objets de l'église sont classés au titre des monuments historiques : le retable du XVIIIe siècle d'une chapelle, une statue en bois, du XVe siècle, du premier évêque des Arvernes, saint Austremoine, ainsi qu'une autres statue du XVIe siècle en pierre représentant une Vierge de Pitié.

## Galerie de photos

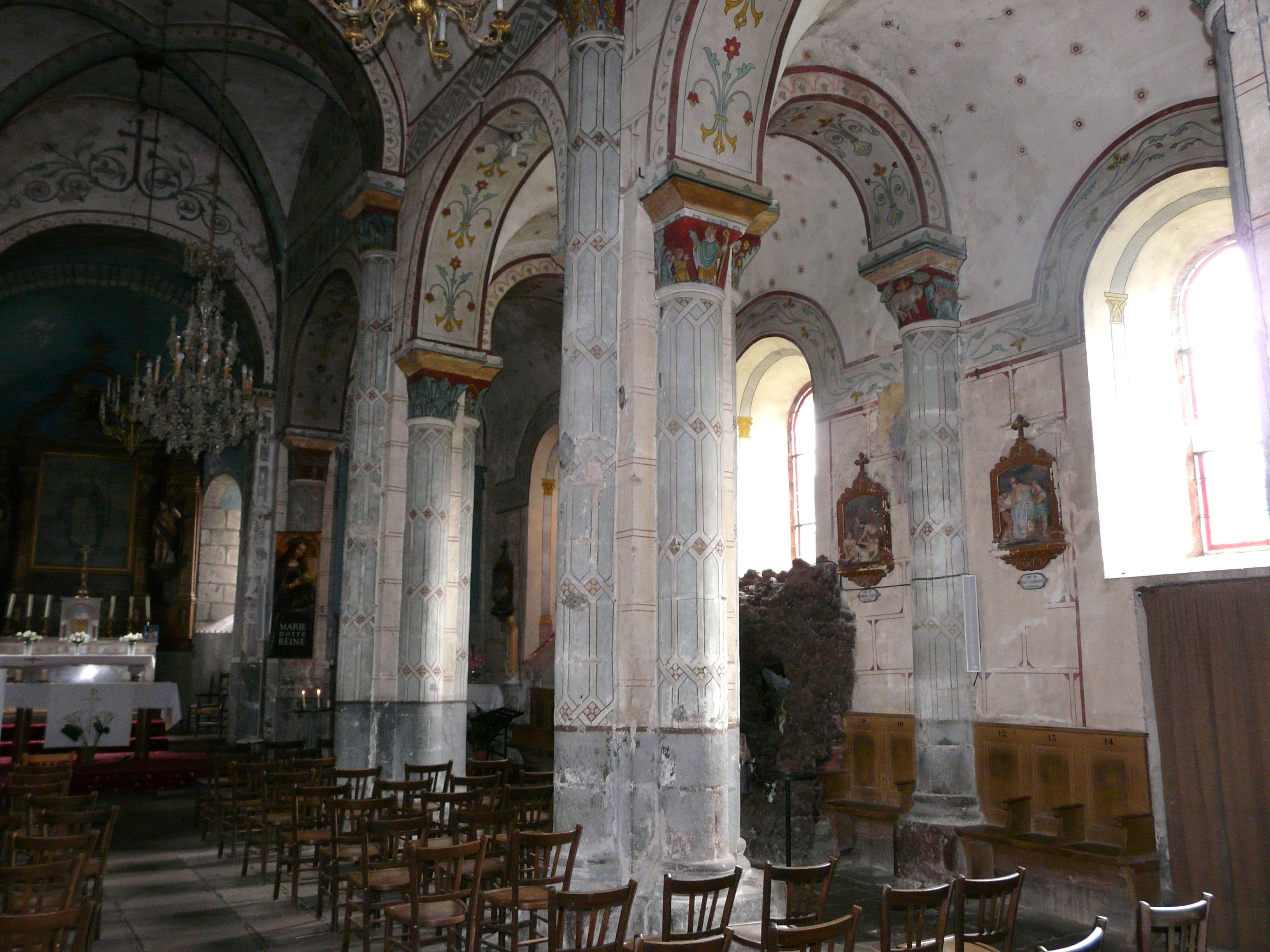
La nef et le collatéral sud-est.
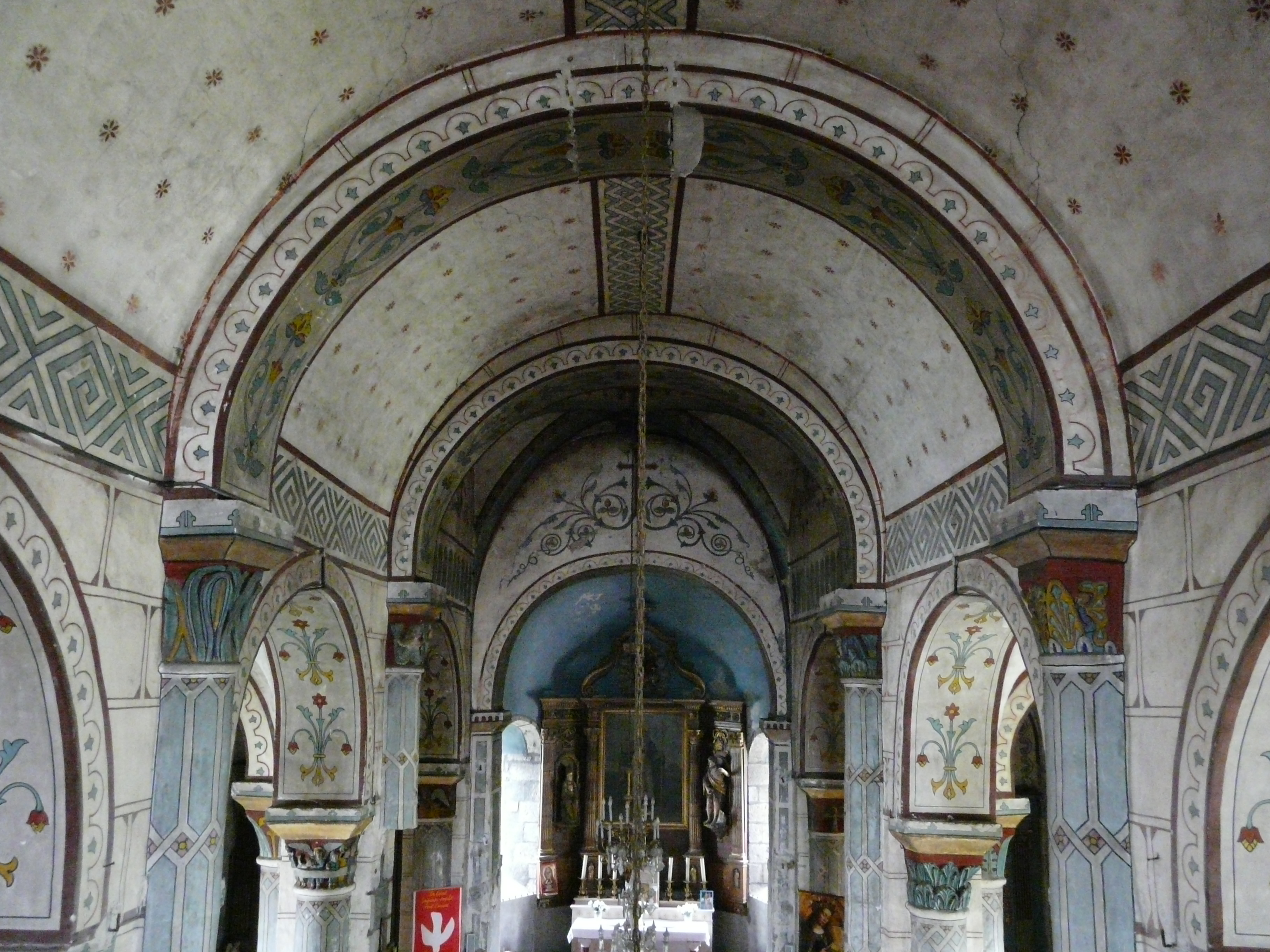
La nef vue depuis la tribune.
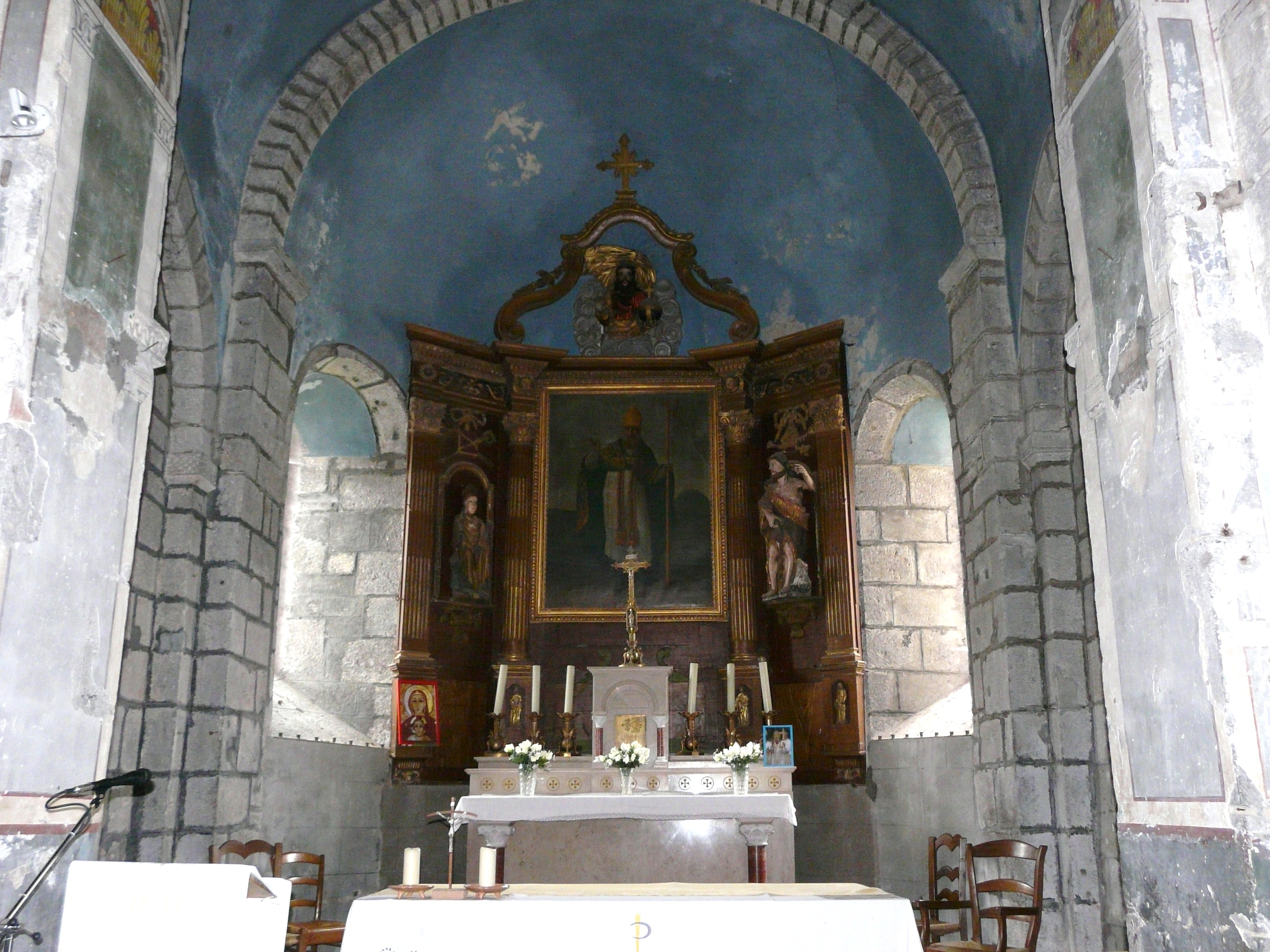
Le chœur.
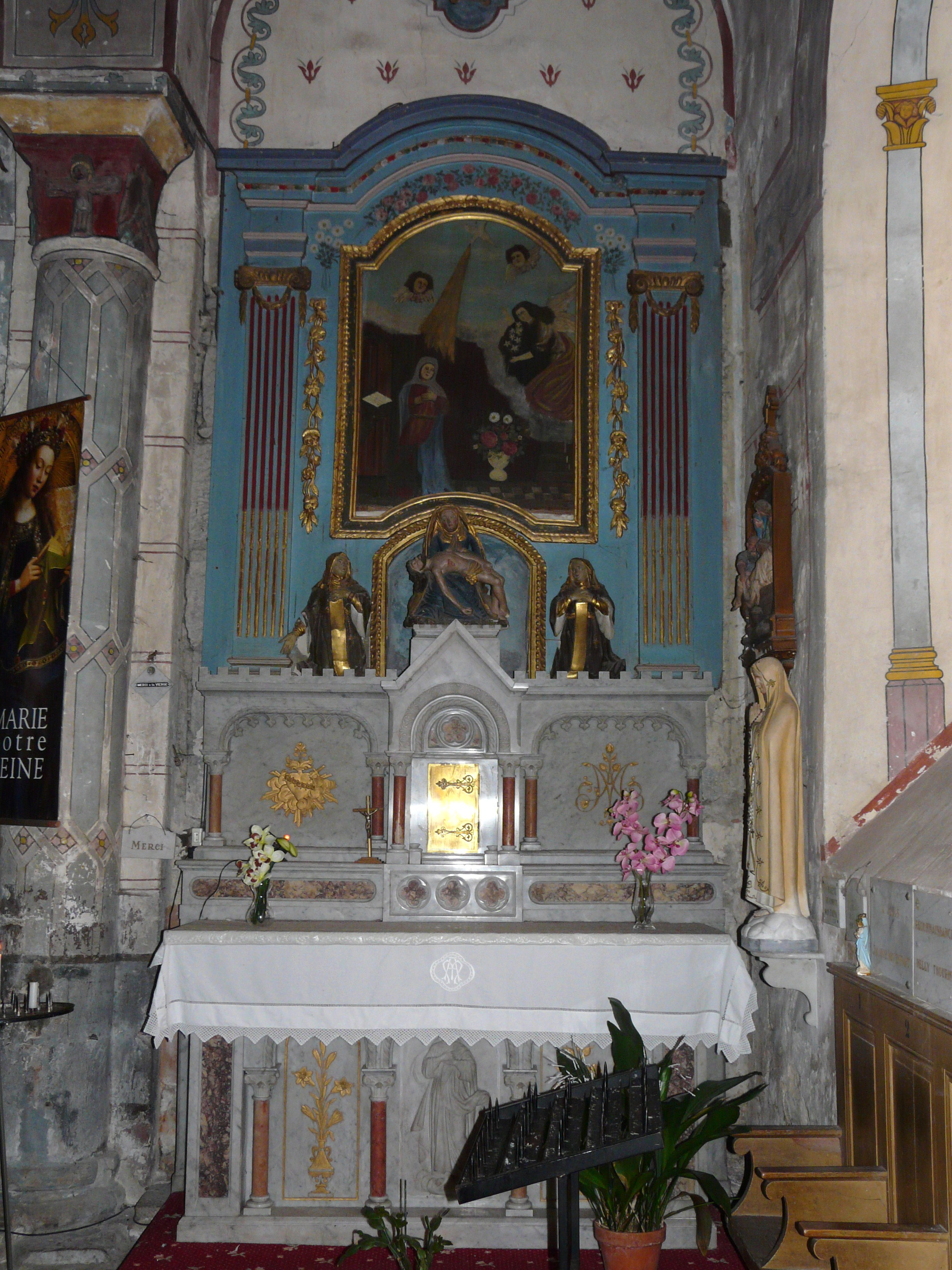
Retable du XVIIIe siècle.
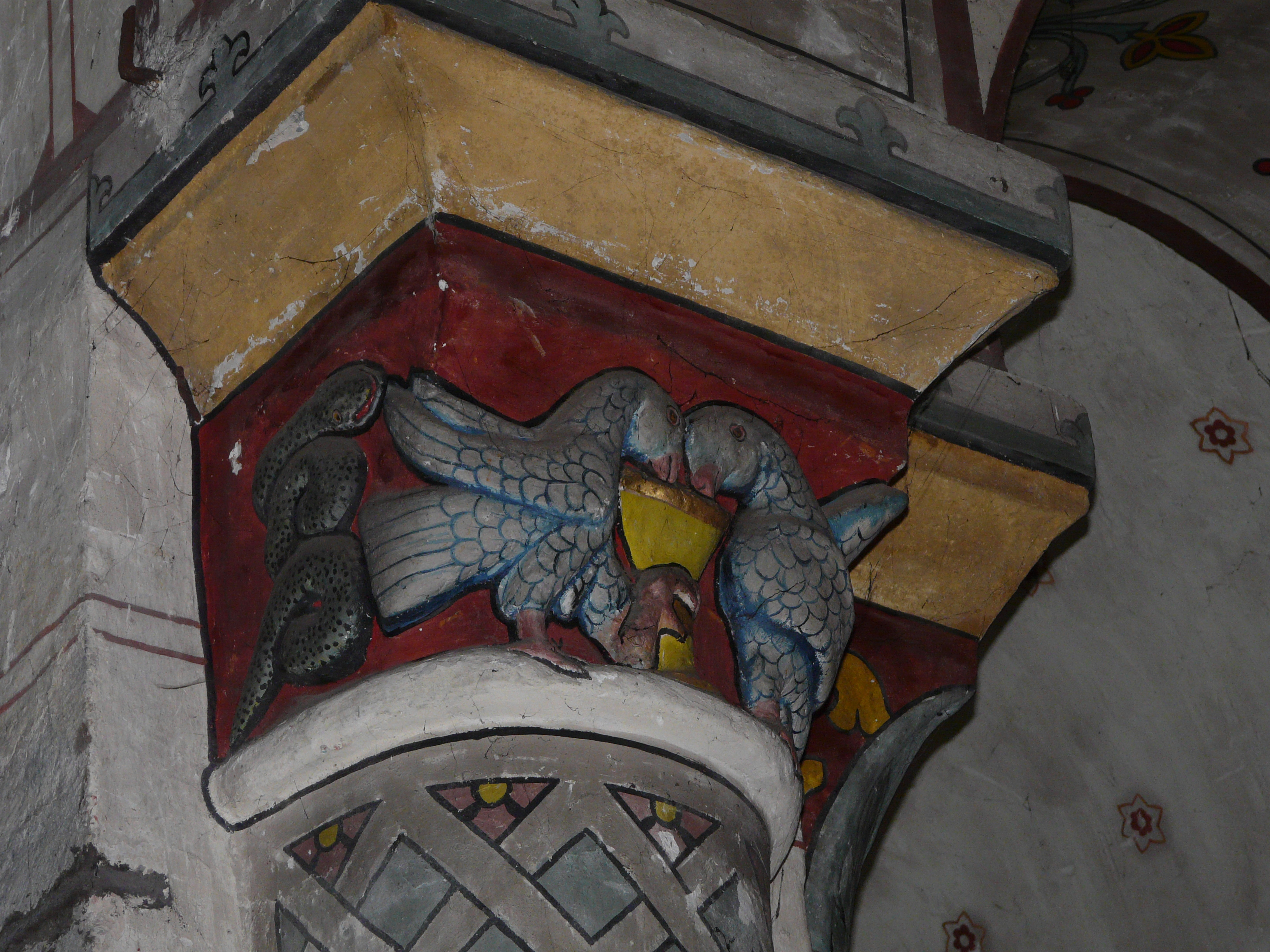
Chapiteau représentant un serpent et deux colombes tenant un rameau d'olivier.